# Лінійно-експлуатаційна служба
Лінійно-експлуатаційна служба (ЛЕС), (рос. линейно-эксплуатационная служба (ЛЭС); англ. pipeline operating personnel; нім. Streckenbetriebdienst m) — у газовій промисловості — виробничий експлуатаційний персонал, що обслуговує лінійну частину магістрального газопроводу та його технічне оснащення, контрольно-вимірювальні прилади і автоматику, системи телемеханіки, пристрої електрохімічного захисту на трасі (у межах закріпленої дільниці) та забезпечує: технічне обслуговування та поточний ремонт; запобігання аварійним ситуаціям та забрудненням навколишнього середовища; усунення аварій у мінімальні строки; одержання, зберігання та заливання одоранту і метанолу; технічний нагляд за якістю капітальних ремонтів; реконструкцію та технічне переозброєння; ведення технічної оперативної документації та звітності. ЛЕС працює під керівництвом відповідного підрозділу вищого рівня.